# Home (La Toya Jackson)
Home è un singolo della cantautrice e ballerina statunitense La Toya Jackson pubblicato il 28 luglio 2009.

## Descrizione
Home è una ballata sentimentale che inizialmente comparve sulla versione promozionale del suo album Startin' Over nel 2003. Si tratta di un brano dedicato a suo fratello Michael, morto il 25 giugno 2009, e i cui proventi furono destinati alla AIDS Project Los Angeles.
La canzone è autobiografica e parla della vita nella famiglia Jackson e della vicinanza un tempo esistente tra la cantante e i suoi fratelli e sorelle.
Home originariamente non era stato concepito per rimanere un singolo a sé stante: un altro brano dal titolo Love, Honor and Obey doveva essere il singolo di apertura dell'ampiamente annunciato album Startin' Over, che fu ultimato a fine 2008, ma a causa della morte improvvisa di Michael Jackson, la Bungalo Records ne sospese la pubblicazione, preferendo far uscire Home per sostenere una delle associazioni filantropiche da lui preferite.

## Video musicale
Al singolo, uscito in download digitale su iTunes, fece seguito un videoclip, il primo della cantante in oltre 20 anni, il 26 luglio 2009.
Il video fu diretto da Eric Bute con la fotografia di Reed Smoot. Fu girato al Golden Oak Ranch della Disney a Santa Clarita, in California e uscì il 31 agosto 2009 su iTunes, come il singolo. Access Hollywood lo propose in anteprima il 1º settembre 2009.
La clip ritrae la cantante sia da bambina che da adulta mentre si arrampica sugli alberi, fa le bolle con la chewing gum e si dondola su un'altalena. Poi siede sul ramo di un albero e tiene in mano il programma distribuito al funerale del fratello Michael, il 7 luglio 2009.

## Critica
La critica definì il brano "scritto con attaccamento alle proprie memorie d'infanzia e basato sul presupposto che al di là di dove tu sia o cosa ti stia succedendo nella vita, puoi sempre andare a casa". Il ritornello ricorda il crescendo doloroso del brano-manifesto di Simon and Garfunkel Homeward Bound. Tutto il testo si concentra sul tema dell'esilio della cantante dalla famiglia nei primi anni Novanta, quando era sotto il controllo del violento manager e marito Jack Gordon e sul suo rimorso per "i molti anni lasciati passare" venendo "divisi dalla fama, l'unica cosa che abbiamo conosciuto crescendo". La canzone cita anche il nomignolo con il quale LaToya chiamava affettuosamente il fratello Michael, cioè "pagliaccio".